# Duvin
Duvin foi uma comuna da Suíça, no Cantão Grisões, com 88 habitantes. Estendia-se por uma área de 17,91 km², de densidade populacional de 5 hab/km². Confinava com as seguintes comunas: Cumbel, Pitasch, Riein, Safien, Sankt Martin, Suraua.
As línguas oficiais nesta comuna eram o alemão e o romanche.

## História
Em 1 de janeiro de 2009, passou a formar parte da nova comuna de Ilanz/Glion.